# Miguelópolis
Miguelópolis is een gemeente in de Braziliaanse deelstaat São Paulo. De gemeente telt 21.095 inwoners (schatting 2009).